# Leon Eckert

Leon Eckert, 2021

Leon Eckert (* 9. April 1995 in München) ist ein deutscher Politiker (Bündnis 90/Die Grünen) und seit 2021 Mitglied des Deutschen Bundestages für den Wahlkreis Freising.

## Leben
Eckert erhielt 2014 die allgemeine Hochschulreife an der Münchener Robert-Bosch-Fachoberschule für Wirtschaft, Verwaltung und Rechtspflege. Danach studierte er an der Technischen Universität München bis 2019 Technologie- und Managementorientierte Betriebswirtschaftslehre und parallel dazu an der Ludwig-Maximilians-Universität München von 2015 bis 2020 Geschichte und Politikwissenschaft. Beide Studiengänge schloss er als Bachelor ab. Von 2019 bis 2022 war er im Masterstudiengang Management und Technology an der TU München immatrikuliert. 2017 bis 2019 war er Geschäftsführer und Mitgründer der Kleider machen Bräute GmbH, einem Unternehmen für nachhaltige Brautmode. Von 2016 bis 2018 war Eckert studentischer Mitarbeiter im Wahlkreisbüro von Beate Walter-Rosenheimer. Von 2019 bis zur Wahl in den Deutschen Bundestag arbeitete er als Kommunalreferent für GRIBS.

## Politik
Eckert ist seit 2011 Mitglied von Bündnis 90/Die Grünen. Zuvor war er in der Grünen Jugend aktiv. Sein politisches Interesse wurde durch die Nuklearkatastrophe von Fukushima und den Bürgerentscheid über die dritte Startbahn am Münchner Flughafen geweckt.

### Kommunalpolitik
In seiner Heimatgemeinde Eching gründete Eckert 2013 zusammen mit Axel Reiß und Florian Stang einen eigenen Ortsverband. 2014 erhielt die Partei bei den Gemeinderatswahlen zwei Sitze, von denen Eckert einen übernahm. In seiner ersten Amtsperiode als Echinger Gemeinderat war er ordentliches Mitglied im Bau-, Planungs- und Umweltausschuss. Sein politischer Schwerpunkt war unter anderem eine Verbesserung des gemeindlichen Radverkehrs. Er wurde 2018 zum ersten Radreferenten der Gemeinde Eching gewählt. Die Gemeinde Eching ist seit 2022 als fahrradfreundliche Kommune zertifiziert.
Seit der Kommunalwahl 2020 ist er zusätzlich dritter Bürgermeister der Gemeinde Eching und Mitglied im Freisinger Kreistag.

### Deutscher Bundestag
Bei der Bundestagswahl 2021 kandidierte er im Wahlkreis Freising und erreichte mit 12,5 % der Erststimmen den 3. Platz. Über Platz 18 auf der Landesliste Bayerns zog er dennoch in den Deutschen Bundestag ein; dort ist Leon Eckert ordentliches Mitglied im Ausschuss für Inneres und Heimat und im Rechnungsprüfungsausschuss, dessen stellvertretender Ausschussvorsitzender er ist. Er ist stellvertretendes Mitglied im Haushaltsausschuss und im Verkehrsausschuss.
Für die Bundestagsfraktion der Grünen bearbeitet Eckert in der 20. Wahlperiode unter anderem die Themen Zivil- und Katastrophenschutz sowie Gefahrenabwehr und Ehrenamt.
Bei der Bundestagswahl 2025 kandidierte Eckert erneut im Bundestagswahlkreis Freising und erreichte dort 12,6 Prozent der Erststimmen. Er wurde über Platz 10 der Liste der Grünen in Bayern in den Deutschen Bundestag gewählt.
Im 21. Deutschen Bundestag ist er Mitglied im Haushaltsausschuss. Außerdem ist er Mitglied der Deutsch-Französischen Parlamentarischen Versammlung.

## Mitgliedschaften
- Deutsches Komitee Katastrophenvorsorge e.V. (DKKV)[17]
- Mitglied des Kreisvorstandes des BRK Kreisverband Freising
- BUND Naturschutz
- ADFC
- Freiwillige Feuerwehr Eching
- Freiwillige Feuerwehr Weng
- Mitglied und Teil des Aufsichtsrats der Bürgerenergiegenossenschaft Freisinger Land[18]
- ver.di
- Bürgerverein Freising
- Zukunftsforum Öffentliche Sicherheit e.V.[19]

Seit 2022 ist Leon Eckert Vorsitzender des Deutschen Komitee Katastrophenvorsorge (DKKV).